# 喜多川
喜多川　是一箇日本姓氏。
喜多川氏是亦表記「北川」。日文音訓「Kitagawa」因喜多川氏與同一。推測本源是即同一。「喜多川」是佳名則「喜・多」與改変歟。

## 姓喜多川的著名人物
- 喜多川歌麿（18世紀日本浮世繪大師）
- （本名喜多川擴，日本傑尼斯事務所創辦人兼現任董事長）